# Command & Conquer: Red Alert
Command & Conquer Red Alert és un videojoc d'estratègia en temps real de la sèrie Command & Conquer creada per Westwood Studios en 1996. Els esdeveniments de Red Alert tenen lloc en una realitat alternativa en la qual les forces aliades s'enfronten a les forces de la Unió Soviètica en una aferrissada contesa militar pel control del continent europeu. Inicialment sols estava en versió per a PC (MS-DOS i Windows 95), si bé posteriorment va ser portat a PlayStation.
Red Alert va ser elogiat pel seu ús de la interfície, la qual estava molt més desenvolupada que les d'altres jocs del mateix gènere. Els jugadors han de construir bases en les quals es produeixen unitats armades per defensar-se de l'exèrcit enemic i eliminar-lo per a obtenir la victòria en un escenari.

## Trama de la Història
Red Alert comença pels volts de 1940 o 1950, prenent lloc a una realitat alternativa on Albert Einstein construeix una màquina anomenada 'Cronosfera' que utilitza per viatjar en el temps des de Trinity, Nou Mèxic en 1946 a Landsberg, Alemanya en 1924, on es troba amb Adolf Hitler tot just alliberat de la presó pel fallit Putsch de la Cerveseria de Múnic del mateix any. Einstein elimina a Hitler de la nostra dimensió en un intent per prevenir la Segona Guerra Mundial. Després d'això torna a 1946 on Europa es veu pacífica i sense majors problemes, car la Guerra no va devastar el continent.
Però el pla d'Einstein va resultar un greu error de càlcul, car la Unió de Repúbliques Socialistes Soviètiques sota el règim d'en Ióssif Stalin, assoleix convertir-se en una superpotència expansionista, ja que Hitler i la seva Alemanya Nazi mai emergiren per equilibrar forces amb l'URSS en el continent Europeu. Sense l'obstacle hitlerià, la Unió Soviètica avança militarment sense cap oposició considerable a través del continent, on els aliats es veuen sobrepassat per un enemic superior en nombre i armes, iniciant-se així la Segona Gran Guerra Mundial com una campanya Soviètica de dominació eurasiàtica.
Al llarg del joc les potències aliades i la Unió Soviètica batallen pel control del continent europeu en un conflicte que costarà 80 milions de vides i devastarà una gran part del món.

## Personatges

### Aliats
- Mariscal Gunther von Esling, Oficial Alemany, Comandant en Cap de les Forces Armades Europees i aparent líder de la Junta Militar que governa Europa. Interpretat per Arthur Roberts.

- General Nikos Stavros,Oficial Grec, Segon Comandant sota les ordenis del Mariscal von Esling. Interpretat per Barry Kramer.

- Tanya Adams, comando especial dels aliats. Interpretada per Lynne Litteer.

- Professor Albert Einstein, físic Alemany a càrrec del programa tecnológic dels aliats. Interpretat per John Milford.

- General Carville. És l'oficial al comandament del jugador en aquesta campanya. Interpretat per Barry Corbin.

### Soviétics
- Ióssif Stalin, Secretari General del PCUS i Primer Ministre de l'URSS. Interpretat per Gene Dynarski.

- Nadia, Directora de les NKVD. Interpretada per Andrea C. Robinson.

- General Gradenko, Comandant soviètic. Interpretat per Alan Terry.

- Mariscal Georgi Kukov, Comandant en Cap de l'Exèrcit Roig. Interpretat per Craig Cavanah.

- Kane, l'obscur i sinistre ajudant de Stalin. Interpretat per Joseph D. Kucan.

- General Topolov. Oficial soviètic d'alt rang al comandament del jugador en aquesta campanya. Interpretat per Alan Charof.

## Descripció de les Unitats en Combat
En Red Alert, existeixen 3 àrees de batalla: l'aire, el mar i la terra ferma. Cada bàndol (Aliats o Soviètics) pot construir unitats navals, aeronaus de combat i tropes terrestres, i cada costat té capacitats distintes i exclusives.

### Unitats Soviètiques
Els soviètics es caracteritzen per l'ús de poderoses unitats terrestres dotades d'un considerable poder de foc i donades suport per una potent força aèria. Entre les unitats del bàndol Soviètic es conten el tanc pesant de 2 canons, el vehicle llançamíssils V-2, infanteria equipada amb llançaflames, gossos d'atac, l'helicòpter Hind d'atac, submarins, el supertanc Mammut, l'atac bombarder de caiguda lliure i jets d'atac MiG-29, a més de minadores que col·loquen mines antipersona.

### Unitats Aliades
Enfront de la força bruta dels soviètics els aliats basen les seves estratègies en la velocitat, els cops de mà i una poderosa força naval, aquesta última és possible gràcies al fet que en la majoria dels mapes de Red Alert hi ha masses d'aigua. Les forces aliades compten amb el tanc lleuger, el tanc M1 Abrahams, l'agent especial Tanya Adams (una comando amb 2 pistoles d'alt poder), espies que se semblen a James Bond, un minador que col·loca mines antitanc, un APC, el Jeep Ranger, artilleria, canyoneres, Destructors, Creuers (prou poderosos com per a arrasar una base enemiga en qüestió de pocs minuts) i els helicòpter d'atac Longbow.

## Jugabilitat
Red Alert no sols presenta una història innovadora i imatges/vídeos en temps real, sinó que ens ofereix la possibilitat de combats tant contra altres jugadors en línia i en Xarxa com contra la Intel·ligències Artificial inclosa en el joc, tot i que aquesta no és excessivament desenvolupada, assoleix ser tot un repte donat la seva increïble capacitat de producció.

## Expansions del joc

### Counterstrike i Aftermath (1997)
En 1997, varen sortir al carrer dos packs d'expansió per a la versió PC, Command & Conquer: Red Alert: Counterstrike, i Command & Conquer: Red Alert: The Aftermath. els packs d'expansió foren programats per Westwood Studios amb la col·laboració (aprenentatge, en deien) d'Intelligent Games, una companyia de Londres. La majoria de contingut dels mapes de multijugador va ser portat a terme per fans de Compuserve Red Alert ladder. Noves unitats, mapes, missions i músiques foren incloses a ambdues expansions.
Menció especial mereix un secret de Counterstrike: les Ant Missions titulades oficialment "It came from Red Alert" (Vingué de Red Alert) En aquest add-on, el jugador devia enfrontar les forces aliades o soviètiques contra formigues gegants. Les missions formiga secretes podien ser descobertes prement SHIFT alhora que el pulsava amb el botó esquerre del ratolí sobre un altaveu que apareixia al cantó dret superior del menú de títol.
Aftermath, tanmateix, afegí moltes noves unitats per als modes d'un i diversos jugadors.. Les noves unitats aliades eren el Field Mechanic (Camió mecànic de reparació) and the Chrono Tank (Crono Tanc). Les noves unitats soviétiques eren Missile Sub (Submarí amb míssils), the Shock Trooper (Torrador de tropes), el Mutual assured destruction o M.A.D Tank i el Tesla Tank. A més, a ambdós bàndols trobem el tanc de demolició Demolition Truck. L'add-on també incloïa mapes nous.
Un petit problema de tenir ambdues expansion instal·lades és que els nous mapes apareixien junts, fent impossible el diferenciar quins pertanyien a un o altre add-on. Per resoldre-ho aparegué un pedaç Red Alert v3.03 (beta) patch, que separava les Single Missions en dos apartats.

### Retaliation (1998)
El 28 d'agost de 1998, Westwood Studios publicà Red Alert : Retalation per a PlayStation, era un joc independent que contenia totes les innovacions de les dues expansion abans esmentades.
A més, incloïa seqüències de vídeo per contar la història, cosa que no succeïa a cap expansió de PC.
Aquestos vídeos es poden afegir al joc de PC mitjançant aquest pedaç Red Alert: The Lost Files Arxivat 2007-09-27 a Wayback Machine.. Perquè funcioni requereix tenir instal·lat Red Alert patch v3.03 o Red Alert patch v3.03 TFD Arxivat 2007-06-09 a Wayback Machine. si utilitzeu la versió de The first decade.